# Estefânia de Foix
Estefânia de Foix (c. 1014/1016 – c. 1058/1066) foi rainha consorte de Pamplona, com casamento com Garcia Sanches III de Pamplona. Foi a mãe do rei de Pamplona, Garcia Sanches IV. 

## Biografia

### Primeiros anos de vida
A sua ascendência é debatida na comunidade historiadora, no entanto, é tida como filha do conde de Foix, Bernardo Rogério e Garsenda de Bigorne, condessa consorte de Foix, e a sua data de nascimento aproximada entre 1014 a 1016.
Um dos primeiros cronistas a mencioná-la foi o monge francês Adémar de Chabannes, contemporâneo de Estefânia. Na sua crónica, menciona Rogério I, nobre normando, senhor de Tosny, que veio para a Península Ibérica em 1018, lutar contra os muçulmanos e que depois pediu em matrimónio, à condessa viúva, Ermesinda de Carcassona, a mão de sua filha. No entanto, não menciona o nome de sua filha.
No início do  século XII, na crónica Annales de Saint-Pierre-le-Vif, começados a ser escritos em 1108, o nobre Roger é mencionado novamente, mas desta vez, ele não apenas menciona o nome de Estefânia, a quem ele erroneamente torna irmã do conde Bernardo Rogério, mas também dá a notícia de seu casamento com o rei Garcia.
O abade Juan Briz Martínez , em sua História da fundação e antiguidades de San Juan de la Peña , publicada em 1620, já suspeitava que Estefânia fosse filha dos condes de Barcelona, Raimundo Borrel I de Barcelona e sua esposa Ermesenda. Na carta de arras que o rei Garcia entregou a Estefânia, ele já mencionava que ela era filha de condes, embora sem especificar as "terras e estado que possuía". Briz Martínez também cita Esteban de Garibay , a quem chama de "Çamalloa" (seu segundo sobrenome) e diz que este autor também era da opinião de que Estefânia não poderia ter sido filha dos condes de Foix porque naquela época, esse condado ainda não existia, embora Garibay pensasse que ela era francesa.
Se Stephanie teve um primeiro casamento, segundo fontes francesas, este pode ter ocorrido por volta de 1030-1032 e antes de 1034, ano em que Adémar de Chabannes, o primeiro cronista a escrever que Stephanie havia se casado com o nobre normando e que sua mãe era Ermesende, morreu. Stephanie teria nascido por volta de 1014-1016, enviuvado antes de 1038, e ainda era jovem quando se casou com o rei Garcia, com quem teve oito filhos que sobreviveram até a idade adulta. 

## Casamento e descendência
Seu segundo casamento, se aceitarmos que ela já havia sido casada anteriormente, foi celebrado em Barcelona em 1038 com o rei Garcia Sanches III de Pamplona, e passou a chamar-se pelos documentos e nobres como Estefânia de Pamplona. O rei concedeu uma carta de arras em 1039 em favor de sua "mais doce, mais bela e mais amorosa esposa Estefanía".  Os filhos deste casamento foram:
- Sancho IV de Peñalén ( c. 1039 – falecido em 4 de junho de 1076),  Rei de Navarra , casado com Placência;
- Urraca Garcês, senhora de Alberite , Lardero e Logroño , casou-se por volta de 1074 com o conde García Ordóñez;
- Ermesenda (falecida após 1 de julho de 1110), casada com Fortún Sánchez, senhor de Yarnoz  e Yéqueda . Em 1076, ela acompanhava seu irmão Ramón em Peñalén quando ele assassinou seu irmão mais velho;
- Ramiro de Pamplona  (falecido em 6 de janeiro de 1083), senhor de Calahorra , Torrecilla en Cameros e Ribafrecha e suas vilas. Casado com Teresa. Morreu lutando por Afonso VI de Leão , assassinado pelos mouros do castelo de Rueda de Jalón quando simularam a rendição do castelo ao rei de Castela;
- Fernando de Pamplona  (falecido em 1068), senhor de Bucesta , Jubera , Lagunilla e Oprela.
- Raimundo de Pamplona, o Fratricida  (falecido depois de 1079), senhor de Murillo e Agoncillo .
- Jimena Garcés de Pamplona  (falecida depois de 27 de maio de 1085), senhora de Corcuetos ( Navarrete ), Hornos e Daroca ;
- Major Garcés de Pamplona  (falecida após 1077), senhora de Yanguas , Atayo e Velilla. Não é provável que tenha sido, por uma questão de datas, a mais velha casada com o conde Guy II de Mâcon.  ]

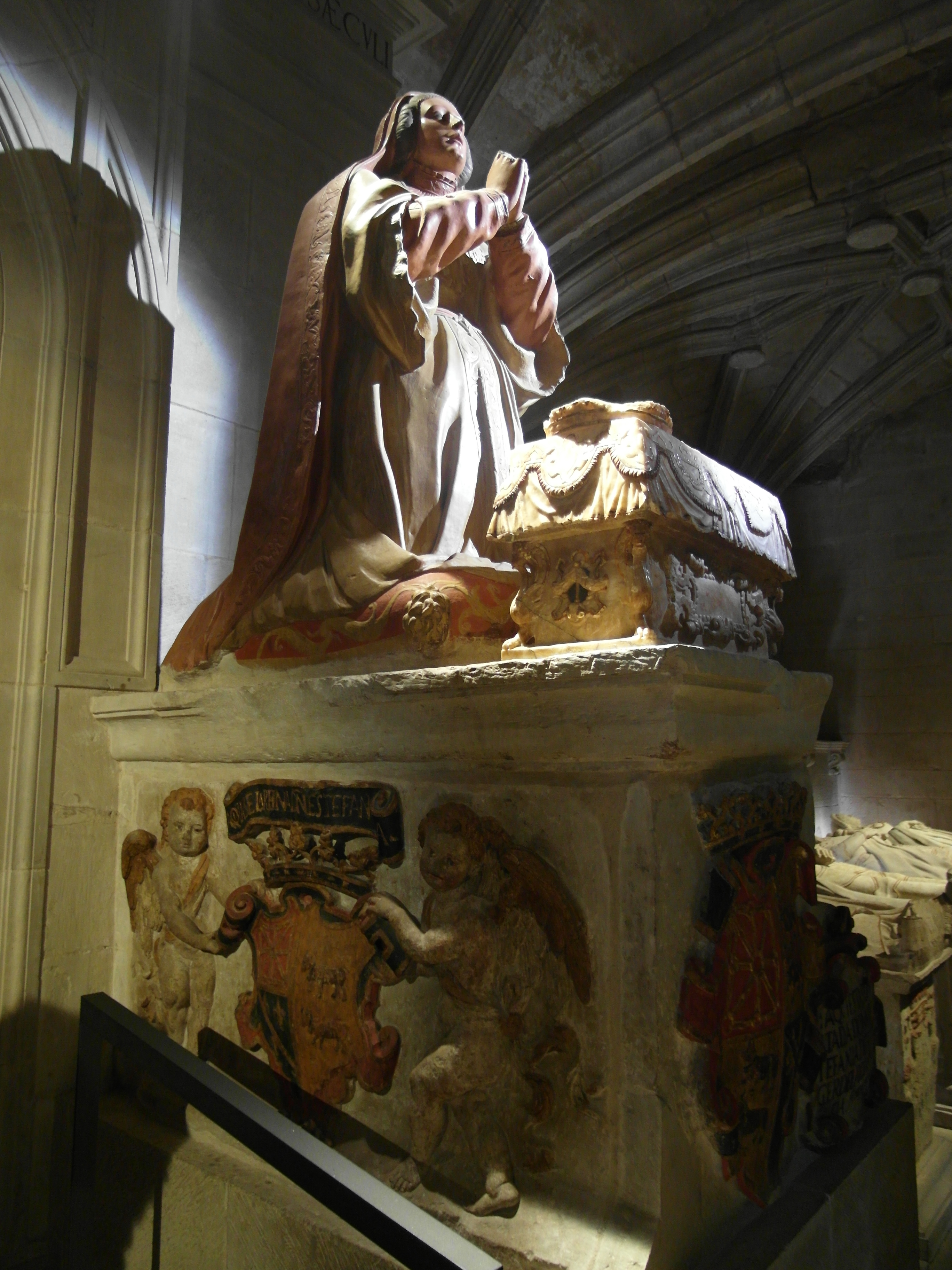
Túmulo de Estefânia de Foix, no mosteiro de Santa Maria La Real, Nájera, La Rioja

Depois de enviuvar em 1054, Estefanía aparece confirmando os primeiros documentos de seu filho Sancho, que teria cerca de quatorze anos quando seu pai morreu e foi proclamado rei no campo de Atapuerca. Ela foi a encarregada de terminar, cumprindo os desejos do falecido rei, a obra do mosteiro de Santa María la Real de Nájera que ambos haviam fundado em 1052 e cujo ato de fundação havia sido confirmado em 1054 pelos irmãos do rei, Fernando e Ramiro , bem como pelo conde Ramón Berenguer I.  Neste mosteiro que Estefanía e seu marido, o rei García, foram enterrados.
A data de sua morte é incerta. De acordo com várias fontes, Stephanie morreu em 25 de maio de 1058,   a data registrada nos Anais de Compostela .  No entanto, existem dois documentos que contradizem o ano de 1058 como a data da morte da rainha: um emitido em 14 de maio que foi originalmente datado de 1050 e posteriormente alterado para 1060, bem como seu testamento sem data que alguns acreditam ter sido escrito em 1060 e outros em 1066.  

No seu testamento menciona todos os filhos que nasceram do seu casamento com o rei, mas, no entanto, não menciona Constança, a filha que teve de um primeiro casamento segundo Salazar y Acha, que ainda estava viva em 1074.  
1. ↑  Chabannes, Ademar. Item normanni duce Rotgerio ad occidendos paganos Hispaniam profecti (...) erat enim haec comitisssa Barzelonensi Ermesende viuda, et Rotgerio suam filiam in matrimonium sociaverat. [S.l.: s.n.]
2. ↑  Annales de Saint-Pierre-le-Vif, Clarius de Sens